# V337 Большого Пса
V337 Большого Пса (лат. V337 Canis Majoris) — одиночная переменная звезда в созвездии Большого Пса на расстоянии (вычисленном из значения параллакса) приблизительно 5640 световых лет (около 1729 парсеков) от Солнца. Видимая звёздная величина звезды — от +13,8m до +12,1m.

## Характеристики
V337 Большого Пса — красный гигант, пульсирующая медленная неправильная переменная звезда (LB) спектрального класса M6III или M6.